# Saint-Remèze
Saint-Remèze – miejscowość i gmina we Francji, w regionie Owernia-Rodan-Alpy, w departamencie Ardèche.
Według danych na rok 1990 gminę zamieszkiwały 454 osoby, a gęstość zaludnienia wynosiła 11 osób/km² (wśród 2880 gmin regionu Rodan-Alpy Saint-Remèze plasuje się na 1186. miejscu pod względem liczby ludności, natomiast pod względem powierzchni na miejscu 103.).

## Populacja

Populacja Saint-Remèze w latach 1962-2008